# Lucas Buadés
Lucas Buadés (Muret, 28 de diciembre de 1997) es un futbolista francés que juega de centrocampista en el Valenciennes F. C. del Championnat National.

## Trayectoria
Buadés comenzó su carrera como profesional en el Nîmes Olympique, con el que debutó como profesional el 21 de agosto de 2017, en un partido de la Ligue 2 frente al Châteauroux. En esa temporada ascendió, con el Nîmes, a la Ligue 1.
En junio de 2021 fichó por el Rodez AF de la Ligue 2 por tres temporadas. Pasado ese tiempo inició una nueva etapa en el Valenciennes F. C.

## Clubes
| Club                   | País    | Año       |
| ---------------------- | ------- | --------- |
| Nîmes Olympique        | Francia | 2017-2021 |
| Rodez Aveyron Football | Francia | 2021-2024 |
| Valenciennes F. C.     | Francia | 2024-     |